# فادی علوش
فادی علوش (عربی: فادي علوش؛ زادهٔ ۱ ژانویهٔ ۱۹۶۹) بازیکن فوتبال اهل لبنان بود.
از باشگاه‌هایی که در آن بازی کرده‌است می‌توان به باشگاه فوتبال الانصار لبنان اشاره کرد.
وی همچنین در تیم ملی فوتبال لبنان بازی کرده‌است.